# Parafia św. Józefa w Ałmaty
Parafia św. Józefa w Ałmaty – parafia rzymskokatolicka, terytorialnie i administracyjnie należąca do diecezji Świętej Trójcy w Ałmaty. W parafii posługują księża księża diecezjalni. Według stanu na marzec 2024 proboszczem parafii był ks. Eduardo Calvo Sedano.